# Попов, Николай Иванович (краевед)
Николай Иванович Попов (1831 — 1878) — российский краевед, магистр Казанской духовной академии.

## Биография
Родился в семье священника енисейской епархии. Учился в Енисейском духовном училище и Иркутской духовной семинарии. Окончил Казанскую духовную академию (1854) со степенью магистра. Преподавал философские науки в Иркутской семинарии.
Состоял членом восточно-сибирского отдела Императорского русского географического общества. В «Известиях» отдела опубликовал ряд статей и исследований по истории и археологии Сибири, преимущественно Минусинского края:
- Исторический очерк фонетического письма у народов Азии // Т. 4.
- О каменных бабах Минусинского края // Т. 2.
- О рунических письменах в Минусинском крае // Т. 5.
- О чудских городах и копях Минусинского округа // Т. 4.
- О чудских могилах Минусинского края // Т. 7.
- Об орудиях каменного века на С и В Сибири // Т. 9.
- Общий взгляд на писаницы Минусинского края // Т. 5.
- Общий исторический обзор археологических разысканий в Сибири // Т. 2.
- Поверья и некоторые обычаи качинских татар // Качинские татары Минусинского округа. — СПб.: тип. А. С. Суворина, 1884. (из Известий Рус. геогр. о-ва. — Т. 20)[2].

Литературные произведения:
- О юморе в сравнении с сатирой // Филол. записки. — 1864. — № 4 (также отдельным оттиском — Воронеж: тип. В. Гольдштейна, 1864. — 32 с.[3])
- речь о М. В. Ломоносове по поводу 100-летия со дня его смерти // Атеней.
- несколько статей в «Атенее»;
- несколько статей по филологии и словесности в воронежских «Филологических Записках».